# تاکاگیاروهو

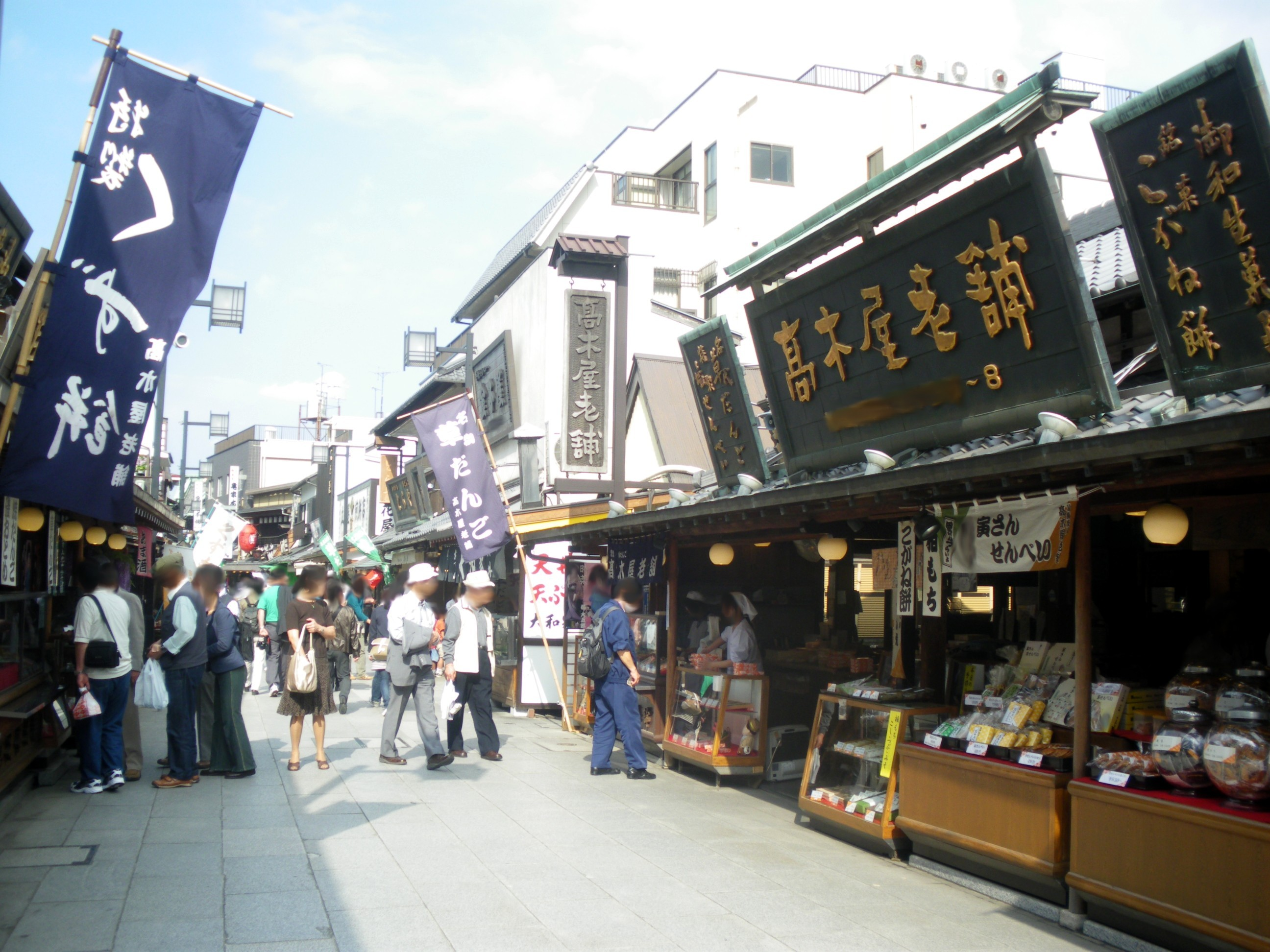
تاکاگیاروهو

تاکاگیاروهو (به ژاپنی: 髙木屋老舗 たかぎやろうほ) یک مغازه شیرینی سنتی ژاپن یا واگاشی مخصوص فروش دانگو در کاتسوشیکا-کو، توکیو، ژاپن است. گفته می‌شود که این شرکت در سال اول دوره میجی تأسیس شد. مدت‌هاست که به‌عنوان مغازه‌ای شناخته می‌شود که دانگو (کوفته‌های برنجی) را برای بازدیدکنندگان معبد شیباماتا تایشاکوتن تهیه می‌کند. این معبد الگوی تورا-یا (بعداً کوروما-یا) شد.
مدیر فروشگاه قدیمی می‌گویند «تاکاگیا روهو» هر بار که فیلم «مرد بودن سخت است» اتاقی را برای استراحت و تغییر لباس اجاره می‌کرد مورد استفاده بازیگران قرار می‌گرفت. پس از آن مدل «تورا-یا» شد.